# Гирсон, Арон Исакович
Арон Исаакович Гирсон (14 апреля 1938, Куйбышев — 20 февраля 2022, Самара) — советский футболист, нападающий, воспитанник куйбышевского футбола. Мастер спорта СССР.

## Биография
В детстве играл на стадионе «Локомотив». Первый тренер Александр Чистов. Внимание тренеров команды «Крылья Советов» обратил на себя, выступая за юношескую сборную города.
Гирсон пришёл в «Крылья Советов» в 1957 году вместе с Владимиром Бредневым, Николаем Карасёвым, Галимзяном Хусаиновым. 3 августа 1958 года состоялся его дебют в основном составе «Крыльев Советов»: накануне он забил два гола дублёрам ЦСК МО, и после матча старший тренер Александр Кузьмич Абрамов сказал: «Готовься, будешь играть с московским „Динамо“».
В конце 1960-го после отчаянной борьбы за право выступать в «высшем свете» отечественного футбола «Крылья Советов» всё-таки вылетели в класс «Б» и был объявлен сбор лучших куйбышевских футболистов, выступавших за команды других городов. Вспомнили тогда и о том, что в калининградской «Балтике» играют Владимир Соловьев, Борис Спиркин, Арон Гирсон. Патриоты родного города, все трое тут же написали заявления о переходе в «Крылышки». Но другие «патриоты», из Калининградского обкома КПСС, покрыли эти заявления «козырями» — повестками в Военный комиссариат. Они понимали, что теряют: волжане вывели команду в лидеры прибалтийской и западноукраинской зоны класса «Б», Гирсон только за первый свой сезон в «Балтике» забил 18 голов.
В 1961 году носил повязку капитана сборной РСФСР, сформированной из игроков класса «Б».
Вместе с игроками одесского СКА стал мастером спорта СССР, выиграв Чемпионат Украинской ССР по футболу.
Умер 20 февраля 2022 года в Самаре.

## Клубная статистика
| Выступление          | Выступление         | Выступление      | Лига | Лига | Кубок | Кубок | Дубль | Дубль | Итого | Итого |
| Клуб                 | Лига                | Сезон            | Игры | Голы | Игры  | Голы  | Игры  | Голы  | Игры  | Голы  |
| -------------------- | ------------------- | ---------------- | ---- | ---- | ----- | ----- | ----- | ----- | ----- | ----- |
| Крылья Советов       | Класс «А»           | 1958             | 1    | 0    | —     | —     | 10    | 2     | 11    | 2     |
| Крылья Советов       | Итого               | Итого            | 1    | 0    | —     | —     | 10    | 2     | 11    | 2     |
| Балтика              | Класс «Б»           | 1959             | 27   | 18   | 1     | 0     | —     | —     | 28    | 18    |
| Балтика              | Класс «Б»           | 1960             | 30   | 13   | —     | —     | —     | —     | 30    | 13    |
| Балтика              | Класс «Б»           | 1961             | 24   | 10   | 4     | 1     | —     | —     | 28    | 11    |
| Балтика              | Итого               | Итого            | 81   | 41   | 5     | 1     | —     | —     | 86    | 42    |
| Молдова              | Класс «А»           | 1962             | 19   | 5    | 1     | 0     | —     | —     | 20    | 5     |
| Молдова              | Итого               | Итого            | 19   | 5    | 1     | 0     | —     | —     | 20    | 5     |
| СКА (Одесса)         | Класс «Б»           | 1963             | 28   | 4    | 4     | 3     | —     | —     | 32    | 7     |
| СКА (Одесса)         | Класс «А», 2 группа | 1964             | 1    | 0    | —     | —     | 39    | 9     | 40    | 9     |
| СКА (Одесса)         | Итого               | Итого            | 29   | 4    | 4     | 3     | 39    | 9     | 72    | 16    |
| СКФ                  | Класс «Б»           | 1965             | 36   | 17   | 2     | 0     | —     | —     | 38    | 17    |
| СКФ                  | Итого               | Итого            | 36   | 17   | 2     | 0     | —     | —     | 38    | 17    |
| Металлург (Куйбышев) | Класс «Б»           | 1966             | 12   | 12   | —     | —     | —     | —     | 12    | 12    |
| Металлург (Куйбышев) | Класс «Б»           | 1967             | 11   | 5    | —     | —     | —     | —     | 11    | 5     |
| Металлург (Куйбышев) | Итого               | Итого            | 23   | 17   | —     | —     | —     | —     | 23    | 17    |
| Всего за карьеру     | Всего за карьеру    | Всего за карьеру | 169  | 84   | 12    | 4     | 49    | 11    | 230   | 99    |